# 長持山古墳
長持山古墳（ながもちやまこふん）とは、大阪府藤井寺市沢田に所在した円墳。家形石棺が墳頂に露出していたので長持山の名ができたといわれる。2つの石棺が発掘されている。

## 概要
市ノ山古墳（伝允恭天皇陵古墳）の後円部の西南に位置し、その陪塚とみられるが、宮内庁の指定からもれ、墳丘を失うに至っている。
1877年（明治10年）頃、堺県県令の税所篤が南側の石棺を発掘して、棺内に銅器、鉄剣があり、棺外の土中に甲が埋まっているのを見たという。1946年（昭和21年）大阪府と京都大学考古学研究室が北側にある別の石棺を調査し残存する遺物を検出した。

## 石棺と出土遺物
この石棺は蓋・身ともに両端に大きな円形突起を有する古い形式の家形石棺で、川原石を積んだ長さ3.4メートル、幅1メートルの竪穴式石室に納められていた。石室の北部棺外に、衝角付冑、小札甲（挂甲）1具、鞍、鐙、轡、杏葉などの馬具類、刀、矛、鏃、鍬などが副葬され、南部棺外にも板甲（短甲）などが遺存した。その他原位置から移動しているが、帯金具破片、ガラス小玉、須恵器片などが棺の内外から検出された。小札甲（挂甲）は稀にみる完備したもので、肩甲、膝甲、籠手、臑当（すねあて）などを添え、鐙は木心鉄板張、鞍金具は金銅製である。南側の家形石棺は身に突起がなく、北側の石棺より新しい形式に属する。この石棺にも、もともと石室があったか否かは不明であるという。なお墳丘には円筒埴輪を廻らしていた。なお2つの石棺は現在、藤井寺市立道明寺小学校に保存されている。

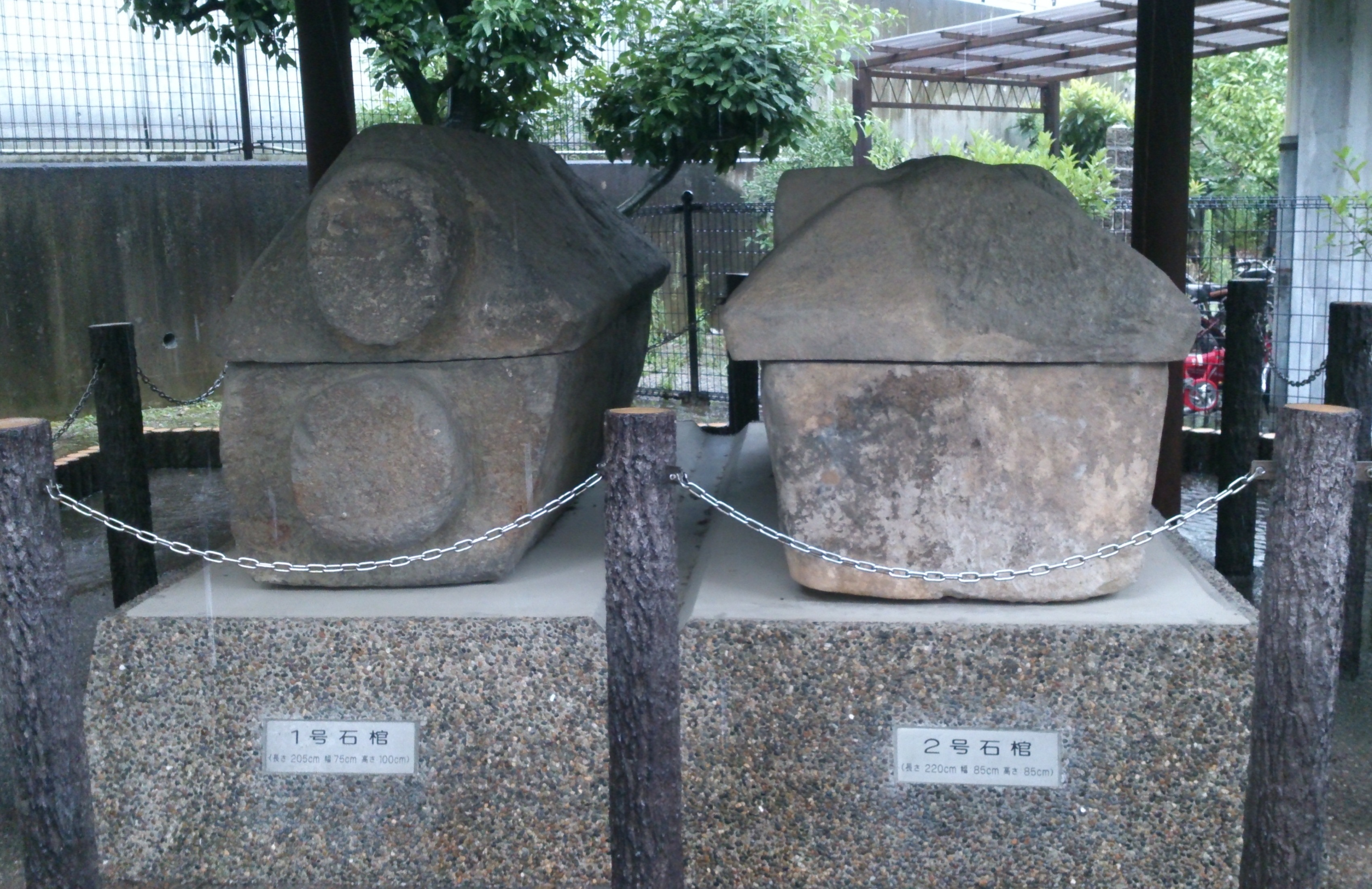
石棺
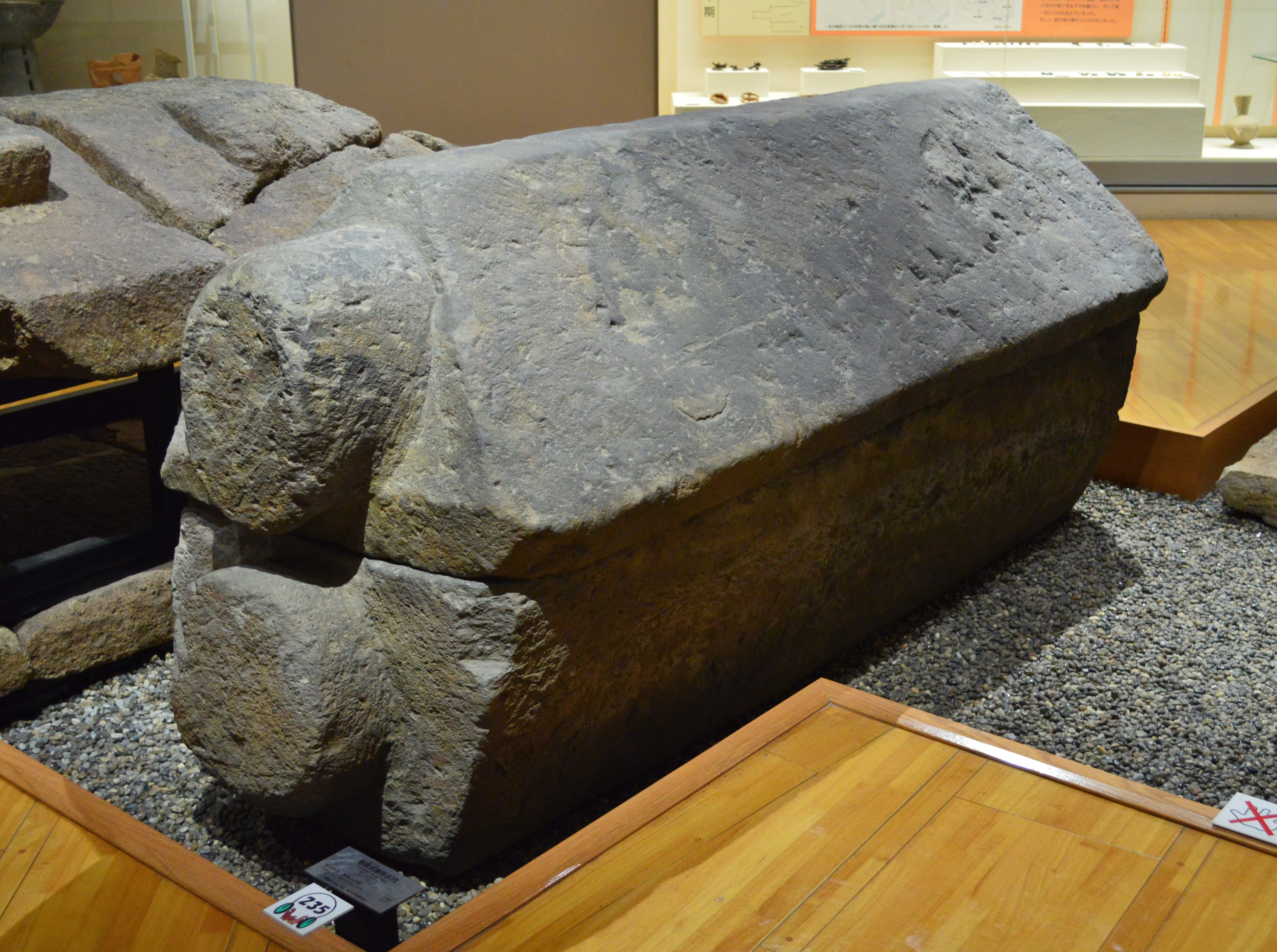
石棺（複製）。大阪府立近つ飛鳥博物館展示。

## 文化財

### 大阪府指定文化財
- 有形文化財
  - 長持山古墳石棺 2基（考古資料）- 道明寺小学校所在。1974年（昭和49年）3月29日指定[1]。